# Nezumia soela
Nezumia soela es una especie de pez de la familia Macrouridae en el orden de los Gadiformes.

## Morfología
• Los machos pueden llegar alcanzar los 35 cm de longitud total.

## Hábitat
Es un pez de aguas profundas que vive entre 830-1.500 m de profundidad.

## Distribución geográfica
Se encuentra en Australia Occidental.